# Soneto 19
| «» Soneto 19 |
| --- |
| Devouring Time, blunt thou the lion's paws, And make the earth devour her own sweet brood; Pluck the keen teeth from the fierce tiger's jaws, And burn the long-liv'd phoenix, in her blood; Make glad and sorry seasons as thou fleet'st, And do whate'er thou wilt, swift-footed Time, To the wide world and all her fading sweets; But I forbid thee one most heinous crime: O! carve not with thy hours my love's fair brow, Nor draw no lines there with thine antique pen; Him in thy course untainted do allow For beauty's pattern to succeeding men. Yet, do thy worst old Time: despite thy wrong, My love shall in my verse ever live young. |
| –William Shakespeare |

Soneto 19 é um dos 154 sonetos de William Shakespeare.
Como nos sonetos 1 a 126, apresenta o Conde de  Southampton como alvo principal, diferentemente dos seguintes, do 127 ao 154 onde  musa preferida é the dark lady (a Dama Morena).

## Traduções

### Tradução de Thereza Christina Roque da Motta
Tempo voraz, corta as garras do leão,

E faze a terra devorar sua doce prole;

Arranca os dentes afiados da feroz mandíbula do tigre,

E queima a eterna fênix em seu sangue;

Alegra e entristece as estações enquanto corres,

E ao vasto mundo e todos os seus gozos passageiros,

Faze aquilo que quiseres, Tempo fugaz;

Mas proíbo-te um crime ainda mais hediondo:

Ah, não marques com tuas horas a bela fronte do meu amor,

Nem traces ali as linhas com tua arcaica pena;

Permite que ele siga teu curso, imaculado,

Levado pela beleza que a todos sustém.

Embora sejas mau, velho Tempo, e apesar de teus erros,

Meu amor permanecerá jovem em meus versos.

### Tradução deMilton Lins
Tempo voraz, amputa as garras do leão,

E a terra faz comer a própria descendência;

Tira os dentes do tigre, anula a sua ação,

A fênix torna em cinza, apaga a sua essência;

Faz clima ledo ou mau enquanto tu deslizas,

E qualquer coisa mais que os pés possam querer

Para o entorno do mundo e suas doces brisas;

Mas um hediondo crime eu paço não fazer:

Das horas não dispor para o meu bem rugar,

Nem nele desenhar com plumas do começo;

Permite em teu setor a sua tez poupar,

Como um belo padrão aos homens de sucesso.

Velho tempo, provoca o que tens de mais rude

- Em meu verso meu bem manter a juventude.

### Tradução deIvo Barroso
Tempo voraz, ao leão cegas as garras

E à terra fazes devorar seus genes;

Ao tigre as presas hórridas desgarras

E ardes no próprio sangue a eterna fênix.

Pelo caminho vão teus pés ligeiros

Alegres, tristes estações deixando;

Impões-te ao mundo e aos gozos passageiros,

Mas proíbo-te um crime mais nefando:

De meu amor não vinques o semblante

Nem nele imprimas o teu traço duro.

Oh! permite que intacto siga avante

Como padrão do belo no futuro.

Ou antes, velho Tempo, sê perverso:

Pois jovem sempre há-de o manter meu verso.